# بیکرزفیلد (کالیفرنیا)
بیکرزفیلد (به انگلیسی: Bakersfield) شهری در ایالت کالیفرنیا در آمریکاست.